# Alpinia gigantea
Alpinia gigantea är en enhjärtbladig växtart som beskrevs av Carl Ludwig von Blume. Alpinia gigantea ingår i släktet Alpinia och familjen Zingiberaceae.
Artens utbredningsområde är Moluckerna. Inga underarter finns listade i Catalogue of Life.